# Peponapis crassidentata
Peponapis crassidentata är en biart som först beskrevs av Cockerell 1949.  Peponapis crassidentata ingår i släktet Peponapis och familjen långtungebin. Inga underarter finns listade i Catalogue of Life.